# جامع (وشقة)
جامع هي بلدية في مقاطعة وشقة في إسبانيا .بلغ عدد سكانها 359 نسمة عام 2010.